# Jurassic Park III: Dino Defender
Jurassic Park III: Dino Defender es un videojuego creado en el año 2001 por FUNNYBONE Interactive y Knowledge Adventure, ambientado en Jurassic Park III

## Argumento
Una noche, un tifón pasa sobre Jurassic Park, causando una falla grave en la electricidad. Debido a esto, las jaulas de los dinosaurios dejan de funcionar, provocando su escape. Lo peor es que los carnívoros comienzan a atacar descontroladamente a los herbívoros al escapar. Para evitar esto, la sociedad de dino defensores (dino defenders) envía a un agente para restablecer la electricidad en la isla. Su misión: Activar los interruptores de cada zona hasta llegar al área del parque y volver a encerrar a los dinosaurios carnívoros para devolver el control al lugar. Durante su misión el dino defender enviado recibirá los suministros necesarios para dormir, capturar, distraer, ahuyentar o atraer a todos los depredadores que encuentre en su camino. Una vez restaurada la electricidad, el dino defender debe asegurarse de que todos los dinosaurios carnívoros estén en su lugar. De ser así, el dino defender jefe le otorgará al jugador un premio como muestra de gratitud y como recompensa por su espíritu y valentía.
Antes de comenzar el juego se tiene la oportunidad de elegir entre el comienzo de la misión o la academia de entrenamiento. Si escogen la academia de entrenamiento, continuará automáticamente con el primer nivel una vez que concluya la práctica. El primer nivel, al empezar la misión, es una playa habitada por Compsognathus y Velociraptores. Luego, tras un derrumbe al final del mismo, hay que cruzar por los peligrosos túneles de una caverna que da la impresión de que alguna vez fue una especie de mina o base, debido a la presencia de tecnología eléctrica como los interruptores y elevadores, pero ahora ha pasado a ser un nidal de raptores y compis y cuya superficie da la advertencia del acercamiento a la zona central por la presencia de dinosaurios más grandes como el Estegosaurio. Una vez fuera de la caverna (el segundo nivel) el dino defender recibe un golpe de suerte por parte de un Pteranodon que lo lanza al fondo de una cantera habitada por estos pterosaurios, la cual debe escalar completamente y luego descender hasta llegar a la tierra firme en el centro de la isla o en otras palabras, la jungla, no sin antes tener que llevarle la delantera a un Tiranosaurio rex enfurecido y hambriento en una carrera por la supervivencia. No es hasta que el dino defender llega a un puente y trepa los árboles por las lianas que sostienen al mismo, que logra resolver el problema con el Tiranosaurio. Después de esto, hay que atravesar la jungla saltando sobre las cabezas de un par de Braquiosaurios, evadiendo a los Velociraptores y evitando ser aplastado por las colas de un par de Estegosaurios y como si fuera poco, escapando de las fauces de un Espinosaurio hasta dirigirlo hacia otro Tiranosaurio. Después de desatar una batalla entre los titanes carnívoros, sean bienvenidos a Jurassic Park, los restos de un lugar que ha sido invadido por el ejército de la depredación. Es decir, hay que escapar del alarmante apetito del Tiranosaurio, superando un laberinto de plataformas en cuestión de un minuto. Luego, evitar ser comido por los raptores en las cloacas o calcinado por los tubos de gas y para terminar, abstenerse de formar parte del menú de un Espinosaurio al otro lado de las alambradas y tratar de encerrarlo en tan sólo dos minutos. Aunque logren el primer objetivo, es necesario advertir que el segundo no será parte del juego. Si bien escapamos de ser devorados en la jaula, hay que hacerlo de nuevo en el museo; sólo que ahora estaremos armados. Con esto me refiero a que sólo evitaremos ser comidos si logramos derrumbar los fósiles del museo sobre el Espinosaurio. Luego llegan los demás Dino Defender quienes vienen a buscar al personaje, y el jefe premia con tarjetas interactivas de los dinosaurios controlados con éxito.

## Dinosaurios
Hay 7 especies de dinosaurios que aparecen en Dino Defender.
1. Compsugnathus: Se puede Capturar y atraer.
2. Velociraptor: Se puede Capturar y atraer
3. Pteranodón: Se puede Capturar y atraer.
4. Tiranosaurio: Solo se le puede distraer.
5. Espinosaurio: Solo se puede escapar de este dinosaurio ya que no existe una caja reclamo.
6. Estegosaurio: No es posible atraparlo ni llamar su atención.
7. Braquiosaurio : No es posible atraparlo ni llamar su atención.

## Animales y plantas
Son pocos y prácticamente no tienen mucha relevancia en el juego.
1. Peces: Solo se les puede observar.
2. Las medusas: Si el jugador hace contacto con ellos bajo el agua, medidor de su aire disminuye mucho más rápido.
3. Algas: Esta planta reducirá el aire al igual que las medusas.
4. Árboles: Algunos árboles son lo suficientemente fuertes para aguantar tu peso y gracias a esto podrás seguir con tu misión.

## Niveles
En los niveles, para poder pasarlos hay que activar los generadores de electricidad (el número de generadores depende de la misión). logrando esto se abrirá la puerta final en donde acaba la misión.
1. La Playa.
2. Las Cavernas.
3. La Cantera.
4. La Jungla.
5. Jurassic Park.
6. El Museo.

## Suministros
Cada caja de suministros contiene objetos que sirven para un dinosaurio en particular. Entre éstas están las cajas de reclamo y los tranquilizantes.
1. Cajas de Reclamo: Utilizadas para atraer a los carnívoros hacia ella.
2. Redes: Utilizadas para atrapar animales pequeños como los compis.
3. Bombas de Gas: Utilizadas para dormir y tranquilizar a los raptores y Pteranodones.
4. Encendedores: Utilizados para distraer al T-rex.